# Vera Henriksen
Vera Margrethe Henriksen (Oslo, 22 de marzo de 1927-23 de mayo de 2016) fue una novelista, dramaturga y escritora de no-ficción noruega.

## Biografía
Vera Margrethe Roscher Lund nació en Oslo, donde vivió hasta 1940, cuando se trasladó a Arendal. Su padre era el oficial militar, más tarde coronel, Ragnvald Alfred Roscher Lund (1899–1975), el primer comandante del Servicio de Inteligencia Militar de Noruega, jefe de la oficina del Alto Mando de Noruega FO II en el exilio en Londres durante la Segunda Guerra Mundial. En 1944, tuvo que huir de su país durante la ocupación de Noruega por la Alemania nazi
Continuó su educación secundaria en el Gimnasio Noruego en Upsala, Suecia, y se graduó en 1945. Al año siguiente viajó a los Estados Unidos, donde vivía su familia en Nueva Jersey. Estudió arquitectura en la Universidad Yale de 1946 a 1948. Desde 1948 hasta 1949, estudió historia del arte y periodismo en la Universidad de Columbia. Se casó con el ejecutivo de envío, Olav Gotfred Henriksen (21.01.1924–05.07.2013) en 1948. En total, vivió en Estados Unidos desde 1946 hasta 1963.
Su primera novela, Sølvhammeren (El martillo de plata), se publicó en 1961 y fue seguida por Jærtegn (Milagro) en 1962, y Helgenkongen (El Santo Rey) en 1963. La trilogía es acerca de Olaf II el Santo. En la década de 1970 escribió una serie de novelas de la época después de la Reforma protestante, Trollsteinen de 1970, seguida por Pilegrimsferd, Blåbreen, Staupet y Skjærsild, esta última en  1977. Entre sus obras históricas figuran Asbjørn Selsbane de 1972, y Sverdet, estrenada en 1974. También escribió libros para niños y adultos jóvenes. 
Vera Henriksen tiene una gama excepcionalmente amplia y extensa de escritos detrás de ella.

## Premios
- 1962 - Bokhandlerprisen
- 1973 - Sarpsborgprisen
- 1978 - Mads Wiel Nygaard's Endowment
- 1988 -  Riksmålsforbundets barne- og ungdomsbokpris

### Novelas
- Sølvhammeren 1961
- Jærtegn 1962
- Helgekongen  1963
- Glassberget  1966
- Trollsteinen  1970
- Pilgrimsferd  1971
- Blåbreen  1973
- Staupet 1975
- Skjærsild 1977
- Dronningsagaen 1979
- Kongespeil 1980
- Bodvars saga. Odins ravner 1983
- Bodvars saga. Spydet  1984
- Hellig Olav  1985
- Runekorset 1986
- Rekviem for et lite dampskip  1988
- Bodvars saga. Ravn og due 1989
- Silhuetter mot hvitt lys 1990
- Stavkjerringa 1997
- Klangen av en lutt  2001
- Ildens sang  2002
- Jarlefeiden 2003

### no-ficción
- Sagaens kvinner. 1981.
- Selja og Stad. 1992.
- Den Katolske kirke i Norge. 1993.
- Fra opptakt til nederlag. Luftforsvarets historie 1. 1994.
- Fem år i utlegd. Luftforsvarets historie 2. 1996.
- Veodalen. 2001.